# Burchell Whiteman
Burchell Whiteman (* 1938 oder 1937 in May Pen, Clarendon) ist ein jamaikanischer Diplomat und Politiker der People’s National Party (PNP).

## Leben
Whiteman wurde als jüngstes von sieben Kindern eines Lehrers und einer Hausfrau geboren. Er besuchte zunächst das Munro College. Dann studierte er am University College of the West Indies und erwarb dort den Bachelor in Englisch und Französisch, bevor er sein Studium an der University of Birmingham fortsetzte, wo er mit einem Master-Abschluss und Diplom in Erziehungswissenschaften abschloss. Anschließend war er als Lehrer tätig, wurde 1969 Direktor der York Castle High School und danach Direktor des Brown’s Community College.
Im Jahr 1989 wurde er im Wahlkreis North West St. Ann ins Repräsentantenhaus gewählt; er konnte den Wahlerfolg auch 1993 wiederholen. 1998 und 2002 wurde er jeweils zum Senator ernannt. Schon 1989 war er zum Staatsminister im Bildungsministerium ernannt worden, 1992 wurde er als Minister für Bildung, Jugend und Kultur ins Kabinett berufen. Er blieb Bildungsminister bis Oktober 2002, dann berief Patterson ihn als Informationsminister. Daneben war Whiteman zeitweise Generalsekretär der PNP. Im März 2006 zog er sich aus der Politik zurück, war aber noch als Berater von Generalgouverneur Kenneth Hall tätig.
Im Jahr 2006 wurde Whiteman mit dem Order of Jamaica ausgezeichnet.
Er war dann von Januar 2007 bis zum 3. Januar 2010 Hochkommissar Jamaikas im Vereinigten Königreich.
Whiteman ist verheiratet und Vater von zwei Kindern.